# Juniperus gracilior
Juniperus gracilior är en cypressväxtart som beskrevs av Pilg.. Juniperus gracilior ingår i släktet enar, och familjen cypressväxter. IUCN kategoriserar arten globalt som starkt hotad.

## Underarter
Arten delas in i följande underarter:
- J. g. ekmanii
- J. g. gracilior
- J. g. urbaniana